# Museum der sowjetischen Spielautomaten
Das Museum der sowjetischen Spielautomaten ist ein privates Museum in Moskau bzw. in St. Petersburg, wo Spielautomaten ausgestellt werden, die seit Mitte der 1970er Jahre in der UdSSR gefertigt wurden.

## Geschichte
Das Museum wurde am 13. April 2007 von ehemaligen Studenten der Moskauer polytechnischen Universität gegründet – Alexander Stachanow, Alexander Wugman und Maksim Pinigin – und befand sich im Luftschutzkeller des Universitätswohnheimes. Zu jenem Zeitpunkt bestand die Sammlung aus 37 Spielautomaten. Geöffnet war nur mittwochs nach vorheriger Vereinbarung. Die ersten Objekte fanden die Gründer des Museums im ganzen Land: auf Mülldeponien, in aufgelassenen Pionierlagern, Parks, Kulturhäusern, Filmtheatern, oder sie wurden im Park „Prjamikowa“ auf Taganka gekauft. Fast alle Automaten funktionierten nicht mehr, aus drei defekten musste man einen ganzen zusammenbauen.
April 2010 zog das Museum ins ehemalige Fabrikgebäude Rot Front in die Straße Malaja Ordynka und war täglich geöffnet
Am 15. Juni 2013 wurde eine Museumsfiliale in Sankt Petersburg am Konjuschennaya Platz eröffnet. Sie befindet sich in einem, das im 18. Jahrhundert als Remise für Kutschen genutzt wurde. Zu Zeiten der UdSSR befanden sich hier Garagen, Reparatur- und Produktionswerkstätten des Taxibetriebshofs. Die Sammlung dieser Filiale umfasst über 50 funktionierende Spielautomaten. Laut Angaben des Museums hatte die Petersburger Filiale 23.000 Besucher im Jahr 2016.
Ende August 2014 wurde die dritte Museumsfiliale in Kasan in der Kremlstraße mit rund 40 Spielautomaten eröffnet. Das Museum wurde am 12. Januar 2015 geschlossen.

## Ausstellungen und Projekte

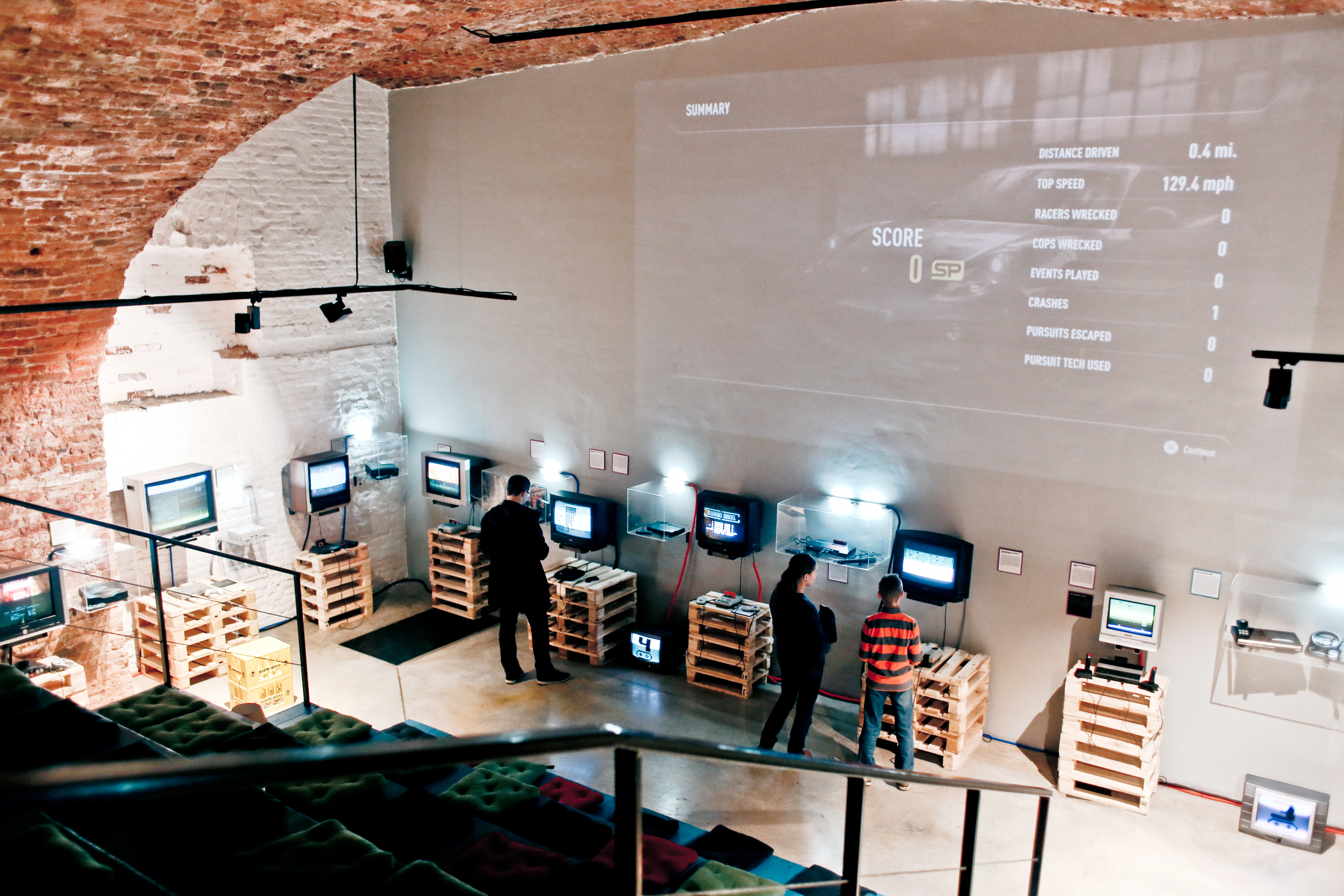
Die Ausstellung «Museum der Computerspiele» im Museum der sowjetischen Spielautomaten in St. Petersburg

In den Museen von Sankt Petersburg und Moskau finden regelmäßig Wechselausstellungen zu bestimmten Themen statt.
- 2015: Währung der Kindheit, Ausstellung von Beiblättern von Kaugummis ;[11] Ausstellung der Automodelle Transport 1:43;[12]
- 2016: Die Evolution der Spielautomaten in der Werbegraphik. Die Arkade-Maschinen im Kontext des Kunstdesigns, Plakate;[13] Ausstellung Konjok-gorbunok;[14]
- 2017: Auf der Tanne, Ausstellung vom sowjetischen Weihnachtsbaumschmuck von 1930 bis 1990.[15][16]

Das Tochterprojekt Museum der Computerspiele, das 2014 geschaffen wurde, existiert nur als temporäre Ausstellung. In dieser Sammlung gibt es mehr als 30 Spielgeräte aus acht Generationen, von denen ein großer Teil funktioniert. Die Sammlung wird ständig mit neuen Spielkonsolen ergänzt. Sie wurde auf der Ausstellung der Errungenschaften der Volkswirtschaft in der Petersburger Filiale des Museums gezeigt.
Die Museen nehmen an städtischen Projekten teil. Sie bieten Programme für die jährlichen Kinderfestivals Museen, Parks, Hofes und Familienreise in Moskau, die Kindertage und die Große Regatta in Sankt Petersburg, sie nehmen teil an den Aktionen Nacht der Museen, Nacht der Künste, Restauranttag, das soziale Projekt Uppsala-Zirkus, am internationalen Festival der Museen Intermuseum. Museumsexponate wurden bei den Festivals VKontakte, Geek Picnic, Disko 90, Retro FM gezeigt. Außerdem gibt es in den Moskauer und Petersburger Filialen regelmäßig Vorführungen von alten Bildbändern, Vorlesungen, Tischtennis-Wettkämpfe, Dame- und Schachspiele und verschiedene Kreativ-Workshops.

## Die Sammlung

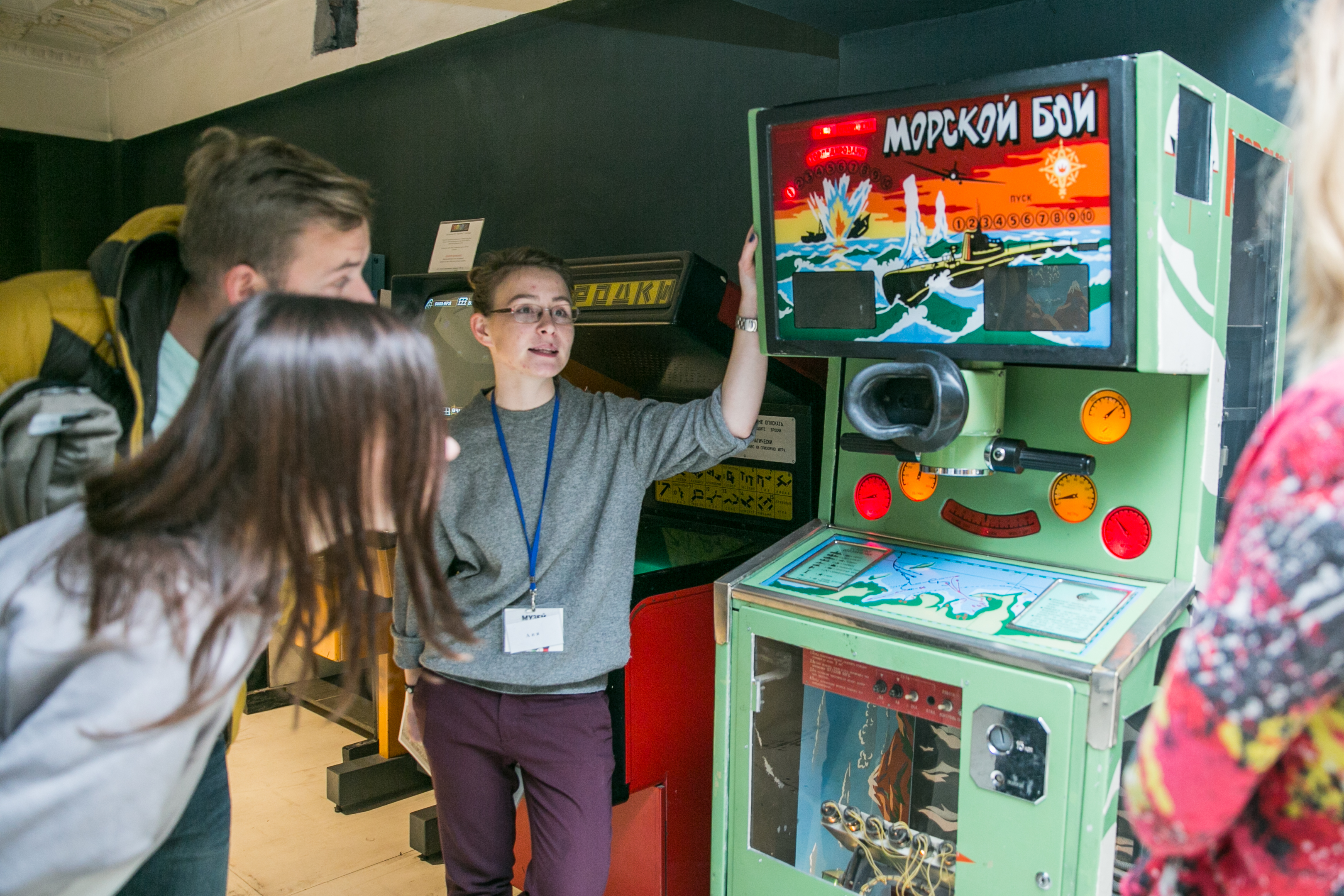
Der Museumsführer im Moskauer Museum der sowjetischen Spielautomaten neben dem Seegefecht

Die ersten ausländischen Spielautomaten wurden 1971 in der UdSSR auf der Ausstellung  Attraktion-71 im Gorki-Park gezeigt. Eigenständige Modelle wurden in der UdSSR erst einige Jahre später produziert. Zum Beispiel wurde der Spielautomat Seegefecht vom radiotechnischen Betrieb Serpuchowski hergestellt, Die Ingenieure kopierten ausländische Spielautomaten, ihnen fehlten jedoch Mittel und Bauteile für eine perfekte Imitation. Statt einen modernen Prozessor zu verwenden, waren die Ingenieure gezwungen, komplizierte Prozessoren durch einfachere zu ersetzen.  Insgesamt wurden in der UdSSR ca. 90 Arten von Spielautomaten nachgebaut, einige als genaue Kopien (Produktpiraterie) im Westen produzierter Modelle.
In den ersten Jahren waren alle Spielautomaten Eigentum der Sojus-Attraktion . Anfang der achtziger Jahre wurde diese Vereinigung von einem anderen Unternehmen abgelöst, das sich nur mit der Herstellung und dem Verkauf von Spielautomaten beschäftigte. Mit dem Zerfall der UdSSR wurde die Herstellung der Spielautomaten beendet.
Heute werden an jedem Ausstellungsort mehr als 50 Spielautomaten gezeigt, darunter die Modelle Seegefecht, Gorodki, Sniper-2, Magistrale, Autorallye, Repka, Basketball, Fußball, Basketball, Safari, Winterjagd, Quiz, Luftkampf, Galoppieren, U-Boot, Tankodrom, Dublette, Sonde, Billard, Schneekönigin, Zirkus, Telesport, Überholung, Kurve, Kran, Jagdflugzeuge, Fortuna und andere.

## Auszeichnungen
- 2016 – Beste Organisation in der Sphäre der interaktiven Jugendfreizeit;[26]
- 2017 – Bestes spezialisiertes Museum;[27]
- 2017 – Sieger des Allrussischen Festivals der Museumsmultimedia Museums Geek in der Kategorie Spiele und Quiz.[28]

## Adressen
- Das Moskauer Museum. Moskau, Kusnezky Most 12 (Handelsgebäude in der K.S.Popow-Passage)
- Das Petersburger Museum. Sankt Petersburg, Konjuschennaja Platz 2В (Gebäude aus dem 18. Jahrhundert)